# 紫波警察署
紫波警察署（しわけいさつしょ）は、岩手県警察が管轄する16ある警察署の1つである。識別章所属表示はSD。

## 管轄区域
- 紫波郡紫波町、矢巾町

## アクセス
- JR東日本東北本線日詰駅より、岩手県交通バス
  - ｢602・604・605・606・618　日詰線・盛岡駅｣行
  - ｢611　長岡線・盛岡駅｣行
    - 上記の路線に乗車し、｢向町｣バス停下車。徒歩5分。

## 沿革
- 2016年（平成28年）4月1日 - 盛岡市の旧都南村域を当署から盛岡東警察署へ管轄移管。
（これに伴い、見前幹部交番並びに乙部・流通センター及び飯岡の3駐在所は盛岡東署管内となる。）

## 組織
- 署長
- 副署長
- 警務課
  - 警務係
  - 警察安全相談係
  - 被害者支援係
  - 留置管理係
- 会計課
  - 会計係
- 生活安全課
  - 生活安全係
- 地域課
  - 地域企画指導係
  - 自動車警ら班
- 刑事課
  - 刑事第一係
  - 刑事第二係
  - 鑑識係
- 交通課
  - 交通企画係
  - 交通捜査係
- 警備課
  - 警備係

## 交番・駐在所
括弧内は読み方及び所在地を表す。

### 紫波町
- 佐比内（さひない）駐在所（紫波郡紫波町佐比内字舘前71-3）
- 紫波西部（しわせいぶ）駐在所（紫波郡紫波町上平沢字川原田73-1）
- 彦部（ひこべ）駐在所（紫波郡紫波町犬吠森字境95-9）
- 日詰駅前（ひづめえきまえ）駐在所（紫波郡紫波町日詰駅前1-2）
- 古館（ふるだて）駐在所（紫波郡紫波町高水寺字古屋敷111-17）

### 矢巾町
- 矢巾（やはば）交番（紫波郡矢巾町大字南矢幅第7地割434）

## その他
盛岡東警察署との管轄界付近（飯岡駐在所管内）では「ゆいとぴあ盛南」開発による新しい幹線道路開通で人口・交通量が急増している事から、取り扱い事案が近年急増している。さらに見前・矢巾両交番及び流通センター駐在所管内も交通量の多い幹線道路がある為、夜間を中心に速度違反・暴走族の取り締まりに当たる事も多い。運転免許更新手続きは当署・盛岡東・盛岡西各署管内在住（住民登録）者の場合、各署の窓口ではなくアイーナ1階にある県免許センターで行う（技能試験及び違反運転者講習を伴う更新手続きは盛岡市下田の岩手県運転免許試験場で実施）
また1970年代前半頃に竣工した現在の本庁舎は老朽化で手狭になってきており、同様の状態となっている紫波消防署と共に将来移転・新築が検討されている（この件は地元の紫波町議会で過去に何度か取り上げられている）。
なお2015年10月2日には岩手県警察本部警備課より「警察署再編計画」が公式発表され、当署は2016年度以降管轄地域が紫波・矢巾両町のみへと縮小（盛岡市の旧都南村域が当署管轄である旨が県外などから新しく旧都南村域へ越してきた住民に理解されにくくなってきていた事から、盛岡市の旧都南村域は2016年4月1日以降盛岡東警察署へ管轄移管された）。また飯岡・流通センター両駐在所は将来統合され「盛岡東警察署盛岡南交番（仮称）」が新設される。岩手県警が警察署の大規模再編に踏み切るのは当時の盛岡警察署が現在の盛岡東・盛岡西両署へ分割された1986年以来30年ぶりとなった（2015年10月3日付、岩手日報1面記事にて報道）。
無線連絡コード及びパトカー割り当てコードは「紫（+号車番号）」。